# Giromagny
Giromagny (deutsch veraltet Schermenei oder Geudach) ist eine französische Gemeinde mit 2.897 Einwohnern  (Stand 1. Januar 2022) im Département Territoire de Belfort in der Region Bourgogne-Franche-Comté.

## Geografie
Die Gemeinde Giromagny liegt im Tal der Savoureuse am Fuß der Vogesen, etwa zwölf Kilometer nördlich von Belfort und neun Kilometer südlich des Elsässer Belchen. Das Gemeindegebiet ist Teil des Regionalen Naturparks Ballons des Vosges.

## Geschichte
1347 wurde der Ort als Gut Rosemont erstmals urkundlich erwähnt, als dieses an die Habsburger überging. Das Bauerndorf wurde lange Zeit vom Nachbarort Vescemont verwaltet und gehörte zur Pfarrei Rougegoutte. Seit dem 16. Jahrhundert gewann der Ort an Bedeutung, da ihn die habsburgische Verwaltung 1561 zum Gerichtsort für die Bergwerke im Elsass und im Sundgau erhob. Seit dem Westfälischen Frieden 1648 gehört Giromagny endgültig zu Frankreich und ist seit 1790 Hauptort des gleichnamigen Kantons. 1791 wurde Rosemont konfisziert und – nach der Revolution – seine Bergwerke nationalisiert.
Zu Beginn des 19. Jahrhunderts siedelte sich eine Spinnerei in Giromagny an, gegründet von der Familie Boigeol. Die Fabrik wuchs unter verschiedenen Eigentümern auf mehr als 1000 Angestellte. 1878 zerstörte ein Brand große Teile der Anlagen, Teile der Fabrik produzierten noch bis 1931, als sie nach einem Bankrott geschlossen wurde. Teile der Fabrik wurden abgerissen, einige Hallen mit den typischen Sheddächern stehen noch heute (2023).

### Bevölkerungsentwicklung
| Jahr      | 1962 | 1968 | 1975 | 1982 | 1990 | 1999 | 2007 | 2017 |
| Einwohner | 3181 | 3171 | 3393 | 3577 | 3226 | 3300 | 3259 | 3064 |

## Sehenswürdigkeiten
- Katholische Kirche Saint-Jean-Baptiste (hl. Johannes der Täufer), 1862 an der Stelle einer 1569 erbauten Kirche der Minenarbeiter aus Sachsen, Tirol, dem Schwarzwald, aus dem Elsass und der Schweiz neu errichtet. Die Pfarrei gehört zum Bistum Belfort-Montbéliard.
- Die kleine protestantische Gemeinde von Giromagny hat mit Saint-Luc eine eigene Kapelle.
- Fort de Giromagny, 1874–1879 erbaut, zu den Außenwerken des Festen Platzes Belfort gehörend
- Bergwerkmuseum Le Musée de la mine, mit Exponaten vom 15. bis zum 19. Jahrhundert
- Maison Mazarin, 1561 für den Richter Grégoire Heyd beim Berggericht erbaut[3]
- 14 Brunnen und Lavoirs, u. a. der Gedenkbrunnen aus dem 18. Jahrhundert zur Vereinigung des Elsass mit Frankreich 1648 (Monument historique seit 1916[4])

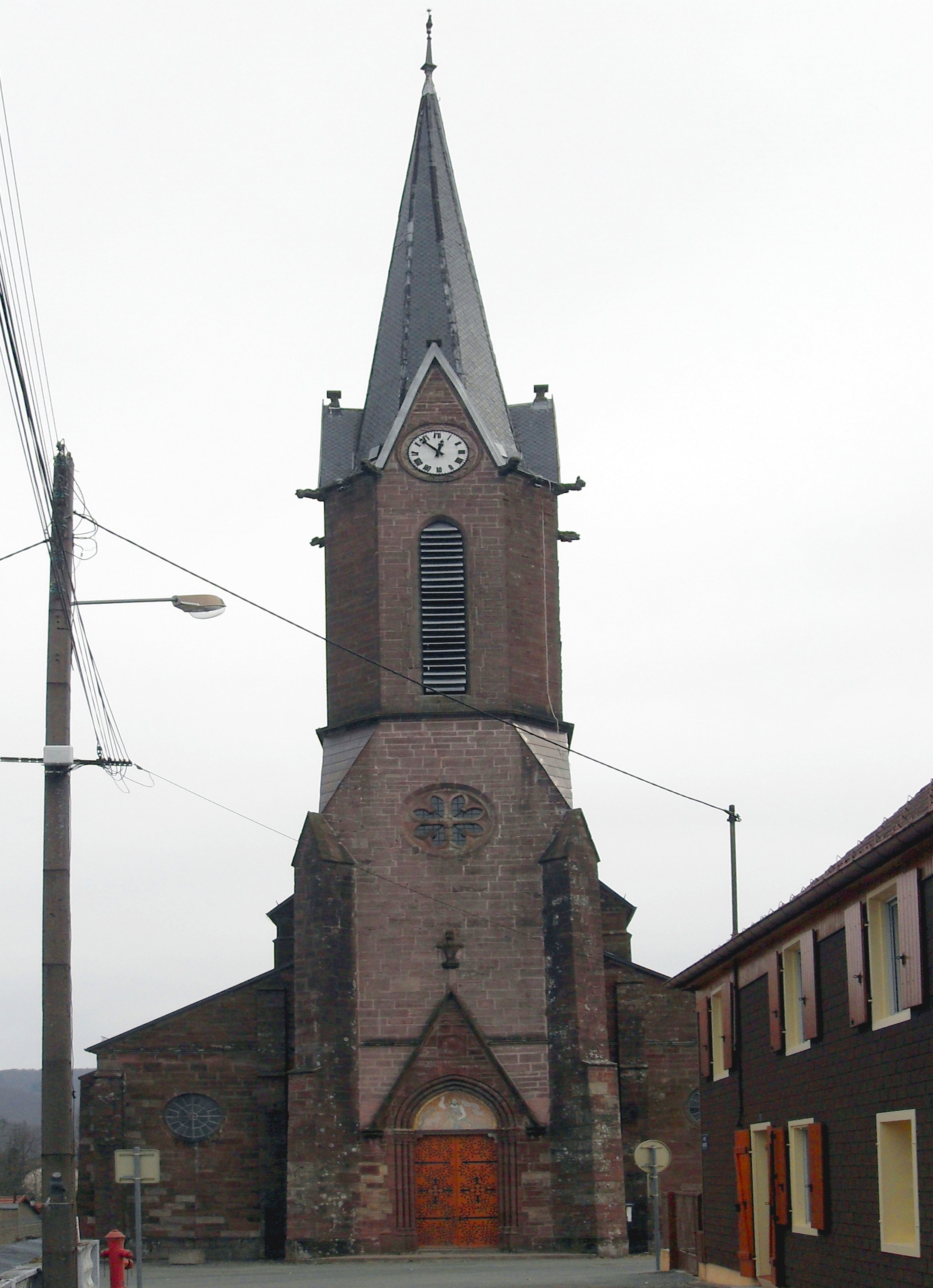
Kirche Saint-Jean-Baptiste
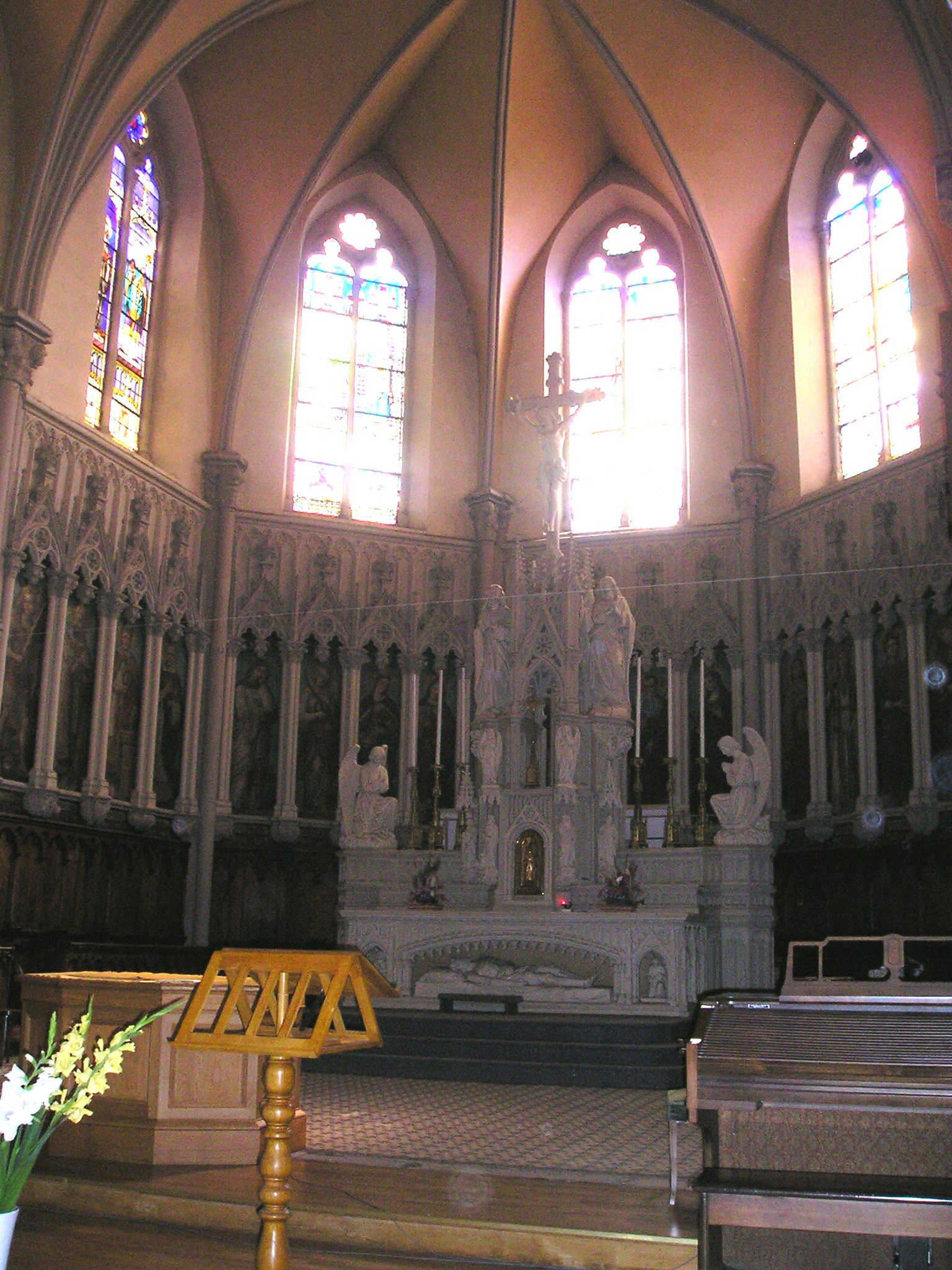
Innenansicht der Kirche Saint-Jean-Baptiste
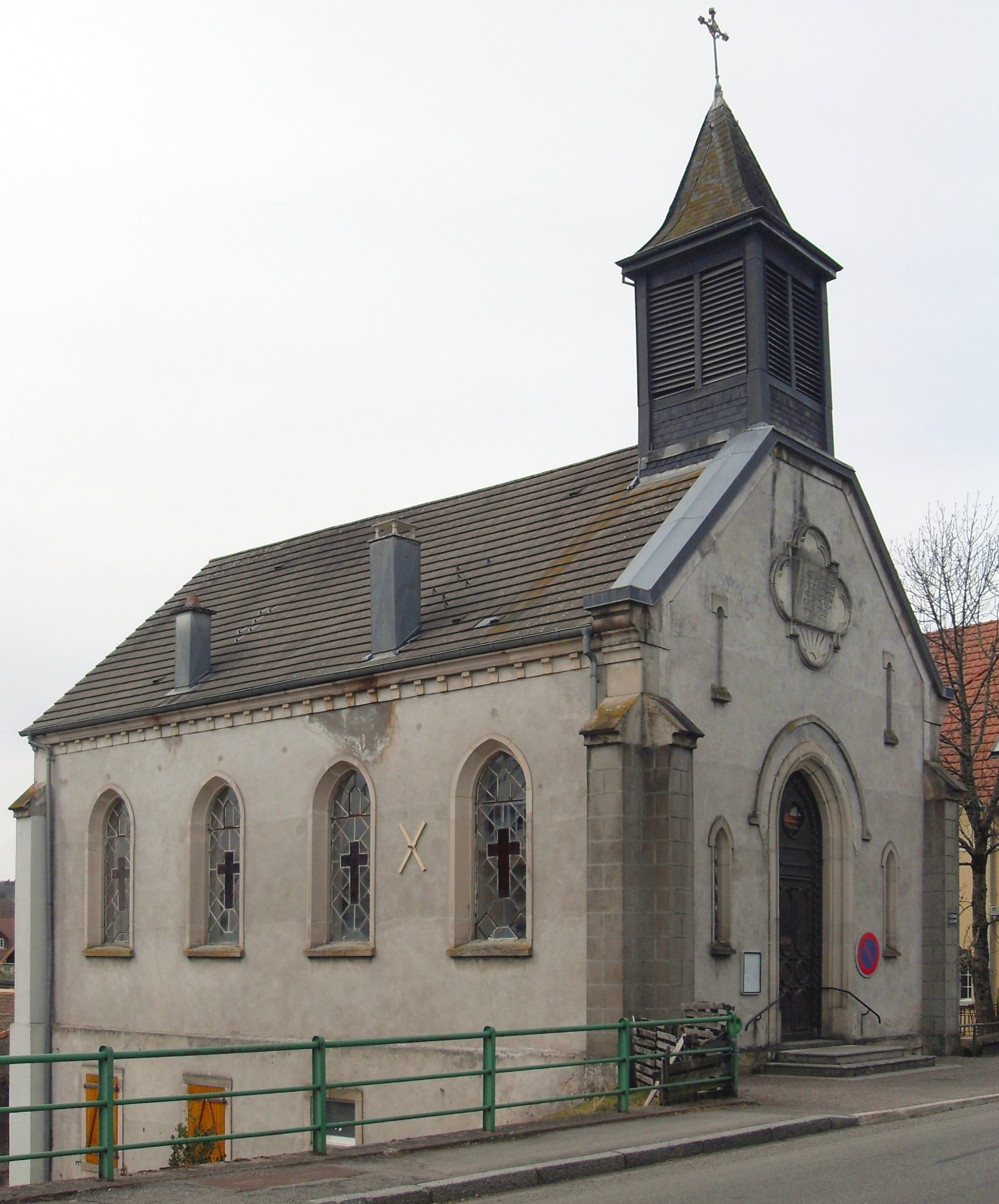
Lutherische Kirche
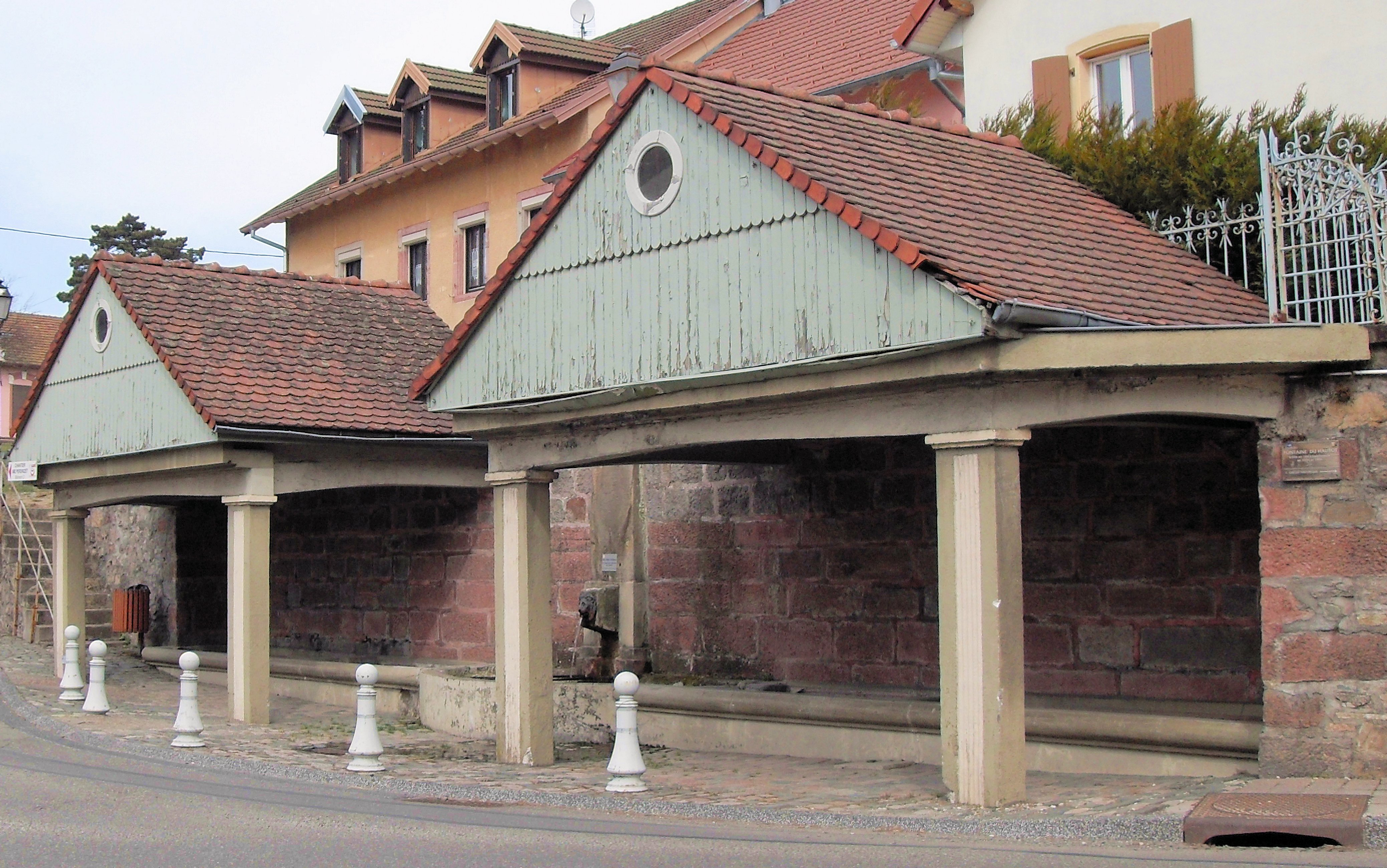
Lavoir
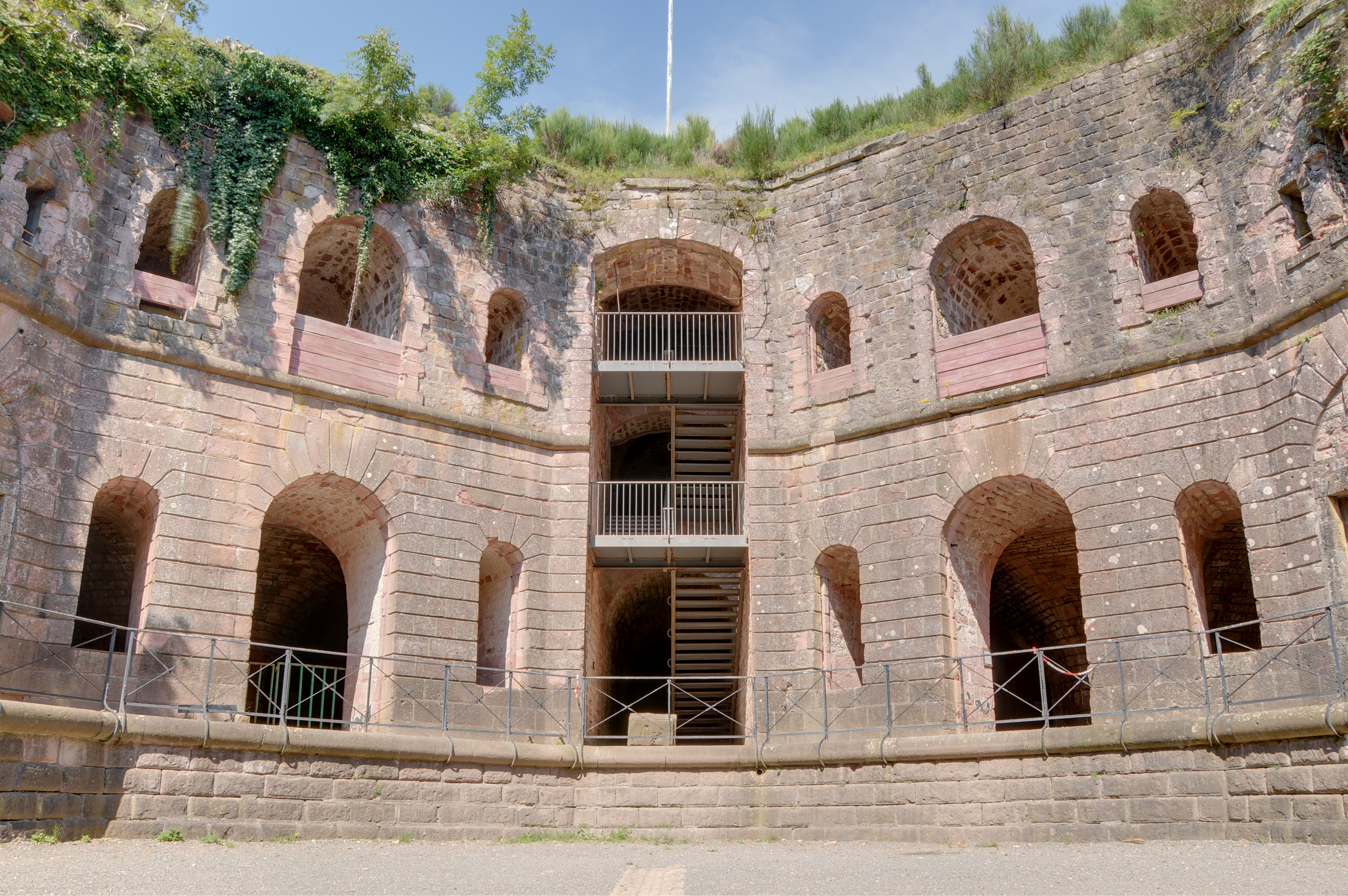
Fort de Giromagny
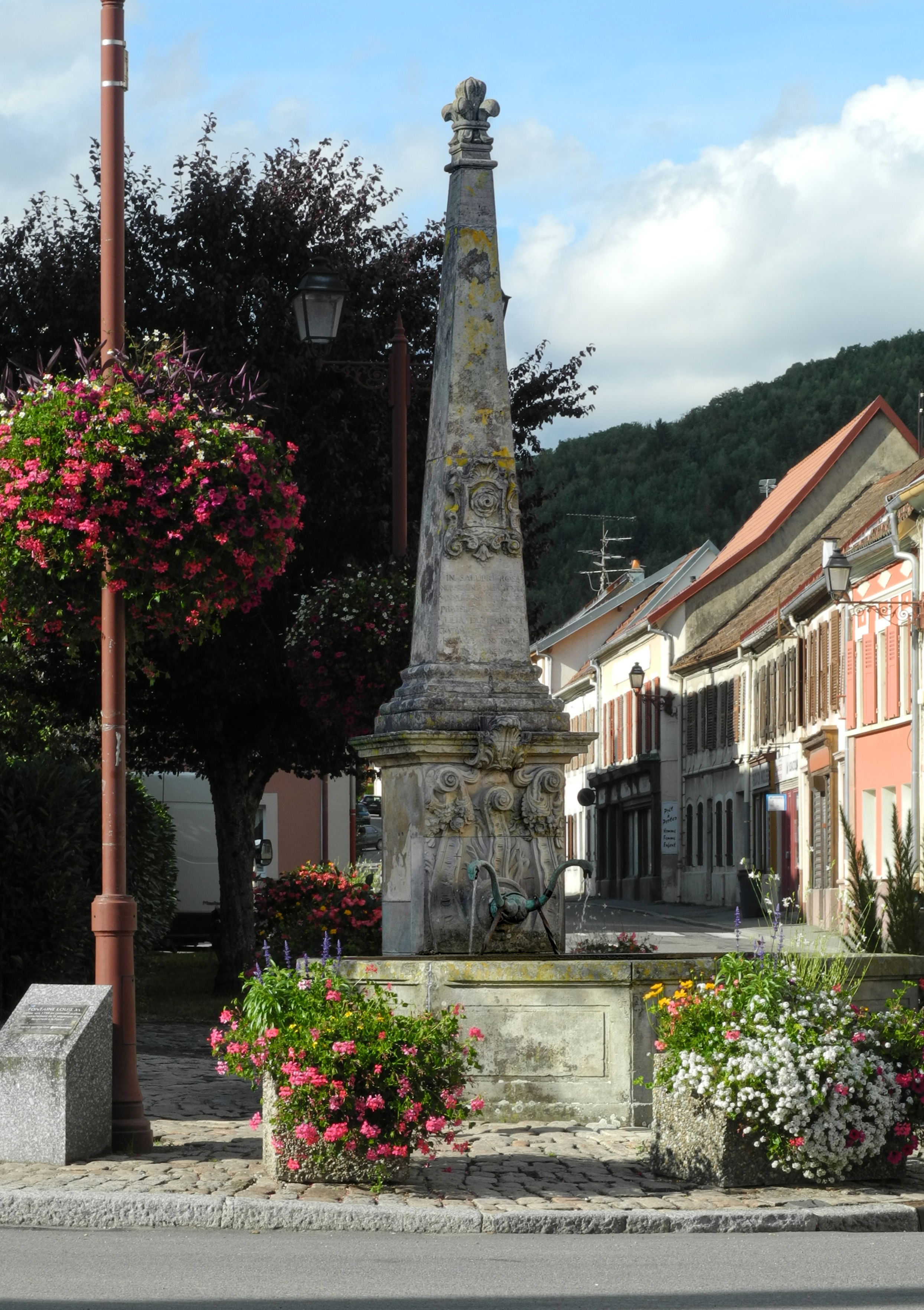
Gedenkbrunnen

## Städtepartnerschaft
Seit 7. Juni 1975 besteht eine Städtepartnerschaft mit der bayerischen Stadt Schwabmünchen.

## Persönlichkeiten
- André Warnod (1885–1960 in Paris), französischer Kunstkritiker, Schriftsteller und Zeichner, ist in Giromagny geboren.
- Louis Lucien Lepoix (1918–1998 in Baden-Baden), französischer Industriedesigner, ist in Giromagny geboren.
- Von 1919 bis 1925 war hier der spätere Kardinal und Erzbischof von Paris Maurice Feltin (1883–1975 in Thiais) katholischer Pfarrer.

## Nachweise
1. ↑  LISA. Abgerufen am 6. Mai 2022.
2. ↑  Filature de coton Boigeol-Japy. In: Patrimoine en Bourgogne Franche-Comté. Région Bourgogne Franche-Comté, 2023, abgerufen am 23. Juli 2023 (französisch).
3. ↑  Maison Mazarin. In: JDS. 22. August 2022, abgerufen am 17. Februar 2023 (französisch).
4. ↑  Monuments historiques